# Barabás György (tanító, 1811–1879)
Barabás György (Hegykő, 1811. június 2. – Fertőszéplak, 1879. július 13.) igazgató-tanító.

## Élete
Atyja Barabás György uradalmi ispán volt; Sopronban, Kőszegen, Szombathelyt és Győrött végezte a gimnázium 8 osztályát; atyja halála után, Nagy Mihály széplaki néptanító 1833-ban magához vette segédtanítónak és 1846-ban nagyatyja halálával ő lett iskolamester. Érsekújvárott megszerezte a tanítói oklevelet.

## Munkái
Francia nyelvtan, haladottak számára mely 1847-ben sajtó alatt volt, de a közbejött politikai események miatt meg nem jelenhetett. Generál-bass című művet is írt és a latin Vesperas egyházi énekeket Fábiánnal együtt fordították magyarra, melyhez a zenét Barabás szerzette. Iskolájában volt egy papír földgömbje, sok táblája és térképe, melyeket mind maga készített.